# Choujin Sentai Jetman Hit Kyokushuu
Choujin Sentai Jetman Hit Kyokushuu (em japonês, 鳥人戦隊ジェットマン ヒット曲集, também conhecido como Choujin Sentai Jetman Hit Song Collection) é o primeiro álbum contendo canções com vocalistas compostas para a série tokusatsu Super Sentai Choujin Sentai Jetman. Foi lançado em LP e fita cassete em 1º de junho de 1991 pela Nippon Columbia e possui dez faixas.

## Produção
Após ter feito sucesso cantando várias músicas para Esquadrão Relâmpago Changeman e Hikari Sentai Maskman, Hironobu Kageyama foi convidado a gravar canções para Jetman.. Além de ter gravado a abertura e o encerramento, lançados no single homônimo, gravou outras três músicas para a série, todas lançadas neste álbum. O álbum ainda conta vocais de outros artistas, como Toshihide Wakamatsu, ator da própria série, que fez o Black Condor; Kazz Toyama, pseudônimo de Kazuhiko Toyama, prolífico músico japonês; Sayuri Saito, que cantou várias músicas para animes e foi a voz do tema principal de outra série de tokusatsu, Patrine, que passou no Brasil; e o coral de crianças Mori No Ki (algo como "árvore da floresta"), que cantou em muitas obras de cultura pop do Japão, entre outros.
A composição das músicas de abertura e encerramento, além de algumas outras, ficou por conta de Gouji Tsuno, que já trabalhou na trilha de diversos animes e séries de tokusatsu, incluindo "Kishin Douji Zenki" e músicas da franquia Bakusō Kyōdai Let's & Go.
Outras composições ficaram sob a tutela de Yasuo Kosugi, letras de Saburo Yatsude, e arranjos de Katsunori Ishida, trio que voltaria a trabalhar em trilhas de super sentai criando as músicas para os robôs do seriado Ninja Sentai Kakuranger, lançadas no single Detazo! Kakure Daishogun. "Saburo Yatsude" é, na verdade, um pseudónimo usado por um coletivo de artistas da Toei Company, que produziu a série (e inúmeras outras do mesmo estilo).
As letras das canções principais ficaram a cargo de Toyohisa Araki, que teve uma longa carreira de sucesso escrevendo músicas para animes e séries de tokusatsu; também há letras por Kazunori Sonobe, que escreveu muitas músicas compostas para animes, como "GET THE WORLD", de Bakusō Kyōdai Let's & Go WGP; "Kishin Douji Zenki", de Zenki; "Kenka no Ato de...", de Hana Yori Dango; "Tokimeki no Doukasen", de Fushigi Yûgi; e "Casshan ~Kaze no Bohyou~", de Casshan. No Brasil, é mais conhecido por seu trabalho nas trilhas sonoras de Os Cavaleiros do Zodíaco; Esquadrão Relâmpago Changeman; Comando Estelar Flashman; e Jaspion.
Já alguns arranjos ficaram com Kenji Yamamoto, que trabalhou em inúmeras trilhas sonoras de animes, muitas da franquia Dragon Ball Z.

## Legado
Em 1996, a gravadora relançou os álbuns das séries sentai em CD sob o nome Complete Song Collection Sentai. Este foi o 15º da coleção e seu relançamento ocorreu em 19 de abril de 1997, sendo renomeado Choujin Sentai Jetman Complete Song Collection Sentai 15. Esta versão possui versões em de várias músicas em karaokê, além de duas faixa bônus.
As músicas de abertura e encerramento marcaram a carreira de Kageyama, sendo presença constante em shows e coletâneas do cantor. Elas podem ser encontradas nos álbuns Stardust Boys; Hironobu Kageyama 20th Anniversary Eternity (com mais três outras deste álbum); BEST & LIVE; Kage chan Pack ~Kimi to Boku no Daikoushin~; Power Live'95 CYVOX; Power Live '98; Akogi na futaritabi daze!! Dai 1 Shou. "Kokoro wa Tamago", inclusive, foi cantada num dueto acústico com o brasileiro Ricardo Cruz em 2023, e com participação de Toshihide Wakamatsu e Ikko Tadano, atores da série, no palco.

## Faixas
| 1991           |                                                         |                 |                   |                  |         |  |
| N.º            | Título                                                  | Letras          | Música            | Arranjo          | Duração |  |
| 1.             | "Choujin Sentai Jetman" (vocal: Hironobu Kageyama)      | Toyohisa Araki  | Gouji Tsuno       | G. Tsuno         | 3:15    |  |
| 2.             | "Toki wo Kakete" (vocal: H. Kageyama)                   | T. Araki        | G. Tsuno          | Kenji Yamamoto   | 3:17    |  |
| 3.             | "Honoo no Condor" (vocal: Toshihide Wakamatsu)          | Toshiki Inoue   | Hiroaki Matsuzawa | Katsunori Ishida | 3:37    |  |
| 4.             | "Game Janai nda ze" (vocal: H. Kageyama)                | Kazunori Sonobe | Toshihiko Shibaya | Kazz Toyama      | 4:19    |  |
| 5.             | "Oozora no Chikai" (vocal: Mori No Ki Jidou Gasshoudan) | Yoshihiko Ando  | G. Tsuno          | K. Toyama        | 4:27    |  |
| 6.             | "Tori ni Narou yo" (vocal: Toshinao Saejima)            | Saburo Yatsude  | T. Shibaya        | K. Ishida        | 5:06    |  |
| 7.             | "Kanashiki Gurinamu-Hei" (vocal: K. Toyama)             | K. Sonobe       | K. Toyama         | K. Toyama        | 3:59    |  |
| 8.             | "Aozora de Aimashou" (vocal: Sayuri Saito)              | Y. Ando         | Yasuo Kosugi      | K. Toyama        | 3:47    |  |
| 9.             | "Jet Icarus Muteki Robo!" (vocal: H. Kageyama)          | S. Yatsude      | Y. Kosugi         | K. Ishida        | 3:59    |  |
| 10.            | "Kokoro wa Tamago" (vocal: H. Kageyama)                 | T. Araki        | G. Tsuno          | K. Yamamoto      | 3:57    |  |
| Duração total: | Duração total:                                          | Duração total:  | Duração total:    | Duração total:   | 39:43   |  |

| 1997           |                                                           |                  |                |                |         |  |
| N.º            | Título                                                    | Letras           | Música         | Arranjo        | Duração |  |
| 1.             | "Choujin Sentai Jetman" (vocal: H. Kageyama)              | T. Araki         | G. Tsuno       | G. Tsuno       | 3:15    |  |
| 2.             | "Toki wo Kakete" (vocal: H. Kageyama)                     | T. Araki         | G. Tsuno       | K. Yamamoto    | 3:17    |  |
| 3.             | "Honoo no Condor" (vocal: T. Wakamatsu)                   | T. Inoue         | H. Matsuzawa   | K. Ishida      | 3:37    |  |
| 4.             | "Game Janai nda ze" (vocal: H. Kageyama)                  | K. Sonobe        | T. Shibaya     | K. Toyama      | 4:19    |  |
| 5.             | "Oozora no Chikai" (vocal: Mori No Ki Jidou Gasshoudan)   | Y. Ando          | G. Tsuno       | K. Toyama      | 4:27    |  |
| 6.             | "Tori ni Narou yo" (vocal: T. Saejima)                    | S. Yatsude       | T. Shibaya     | K. Ishida      | 5:06    |  |
| 7.             | "Kanashiki Gurinamu-Hei" (vocal: K. Toyama)               | K. Sonobe        | K. Toyama      | K. Toyama      | 3:59    |  |
| 8.             | "Aozora de Aimashou" (vocal: S. Saito)                    | Y. Ando          | Y. Kosugi      | K. Toyama      | 3:47    |  |
| 9.             | "Jet Icarus Muteki Robo!" (vocal: H. Kageyama)            | S. Yatsude       | Y. Kosugi      | K. Ishida      | 3:59    |  |
| 10.            | "Kokoro wa Tamago" (vocal: H. Kageyama)                   | T. Araki         | G. Tsuno       | K. Yamamoto    | 3:57    |  |
| 11.            | "Jet Garuda Tori no Robo" (vocal: H. Kageyama)            | S. Yatsude       | K. Toyama      | K. Toyama      | 3:54    |  |
| 12.            | "Youki na Ako-chan" (vocal: Sayuri Uchida • Rika Kishida) | Naruhisa Arakawa | T. Wakamatsu   | T. Wakamatsu   | 0:34    |  |
| 13.            | "Choujin Sentai Jetman" (original karaoke)                | ’instrumental’’  | G. Tsuno       | G. Tsuno       | 3:15    |  |
| 14.            | "Honoo no Condor" (original karaoke)                      | ’instrumental’’  | H. Matsuzawa   | K. Ishida      | 3:37    |  |
| 15.            | "Game Janai nda ze" (original karaoke)                    | ’instrumental’’  | T. Shibaya     | K. Toyama      | 4:18    |  |
| 16.            | "Kanashiki Gurinamu-Hei" (original karaoke)               | ’instrumental’’  | K. Toyama      | K. Toyama      | 3:59    |  |
| 17.            | "Jet Icarus Muteki Robo!" (original karaoke)              | ’instrumental’’  | Y. Kosugi      | K. Ishida      | 4:00    |  |
| 18.            | "Kokoro wa Tamago" (original karaoke)                     | ’instrumental’’  | T. Araki       | K. Yamamoto    | 3:57    |  |
| 19.            | "Jet Garuda Tori no Robo" (original karaoke)              | ’instrumental’’  | K. Toyama      | K. Toyama      | 3:53    |  |
| 20.            | "Youki na Ako-chan" (original karaoke)                    | ’’instrumental’’ | T. Wakamatsu   | T. Wakamatsu   | 0:32    |  |
| Duração total: | Duração total:                                            | Duração total:   | Duração total: | Duração total: | 71:42   |  |